# ヴェルラム男爵

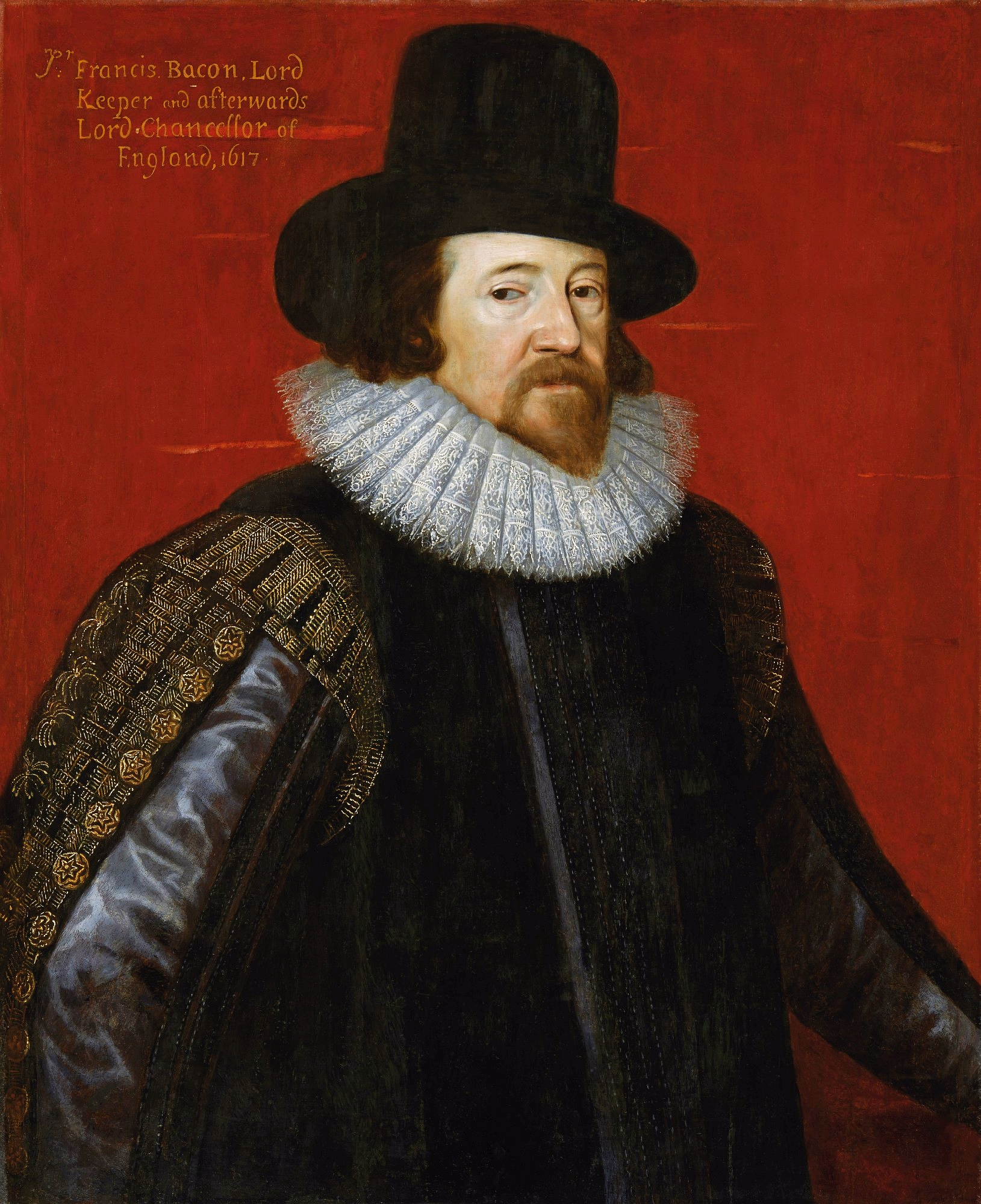
初代ヴェルラム男爵フランシス・ベーコン。イドラの概念で知られる。

ヴェルラム男爵(英: Baron Verulam)はイギリスの男爵位。これまでに2度創設されており、第2期にあたる叙爵がヴェルラム伯爵の従属爵位として現存する。
本項においてはその関係性から、セント・オールバンズ子爵についても触れる。

## 歴史

### 第1期(1618年)
哲学者フランシス・ベーコン(1561-1626)はイングランド王として即位したジェームズ1世の後ろ盾を得て、1617/18年の大法官就任時にイングランド貴族としてヴェルラム男爵(Baron Verulam)に叙された。これがヴェルラム男爵の初めての創設である。
ベーコンはさらに1621年にセント・オールバンズ子爵(Viscount St Albans)に昇叙したが子がなかったことから、同人の死をもって両爵位は廃絶した。

### 第2期(1790年)

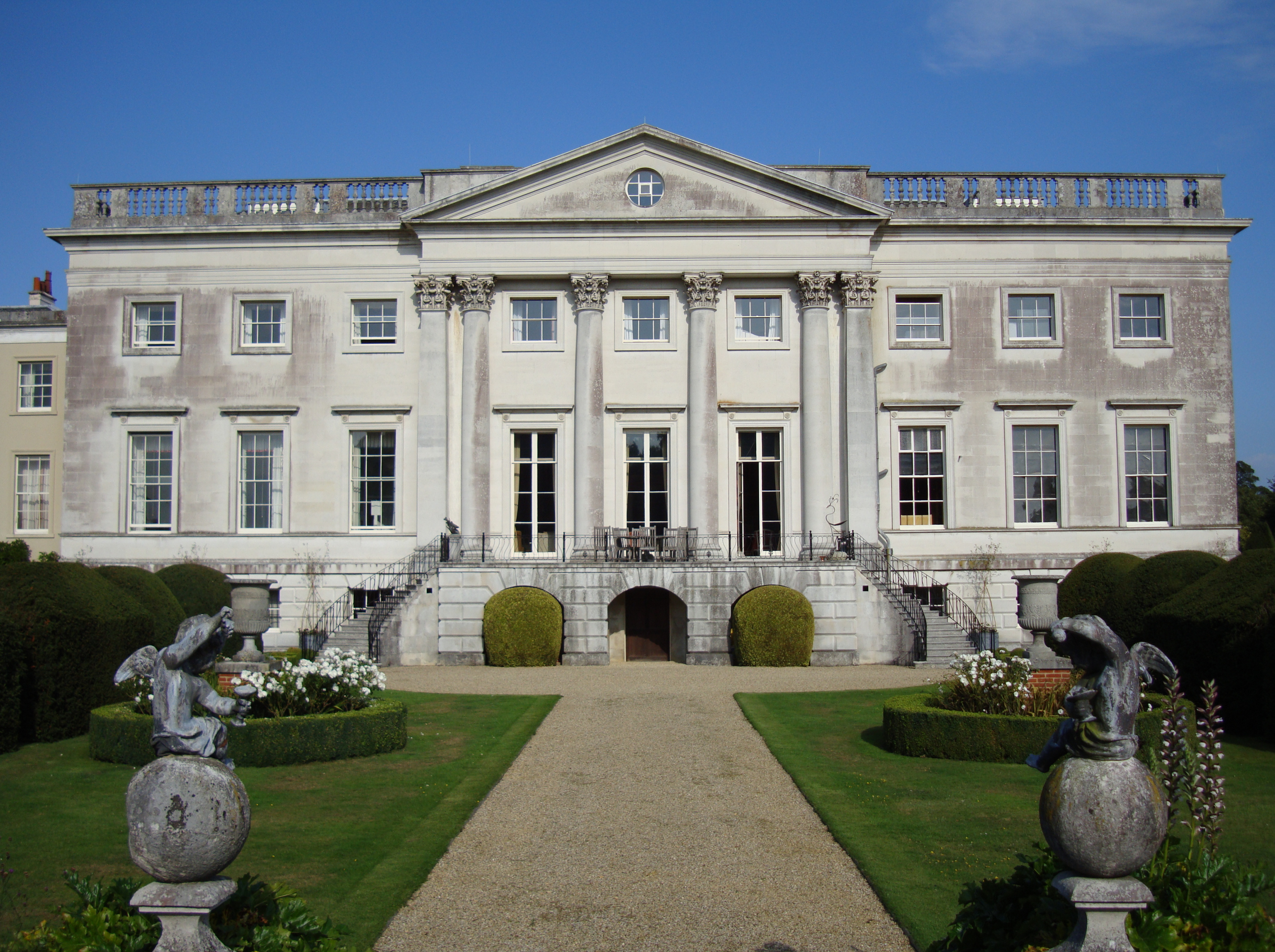
初代男爵の時代に建てられたヴェルラム伯爵家邸宅のゴーレムベリー・ハウス

グリムストン子爵家当主ジェームズ・グリムストン(1747–1808)は庶民院議員として活動したのち、1790年にグレートブリテン貴族爵位のハートフォード州におけるゴーレムベリーのヴェルラム男爵(Baron Verulam, of Gorhambury in the County of Hertford)を与えられた。この叙爵はグリムストン卿の盟友たる初代ソールズベリー侯爵ジェームズ・セシルの働きかけによるもので、この叙爵によってグリムストン家歴代当主は自動的に貴族院に議席を得ることとなった。
その子である2代男爵ジェームズ(1775-1845)が1815年に連合王国貴族としてヴェルラム伯爵(Earl of Verulam)に叙せられたため、これ以降は同爵位の従属爵位として現在に至っている。(→以降の歴史は、ヴェルラム伯爵を参照。)

## ヴェルラム男爵(第1期;1618年)
- 初代ヴェルラム男爵フランシス・ベーコン (1561–1626) (1621年セント・オールバンズ子爵叙爵も1626年両爵位廃絶)

## ヴェルラム男爵(第2期;1790年)
- 初代ヴェルラム男爵(第3代グリムストン子爵)ジェームズ・バックノール・グリムストン（英語版） (1747–1808)
- 第2代ヴェルラム男爵(第4代グリムストン子爵)ジェームズ・ウォルター・グリムストン（英語版） (1775–1845) (1815年にヴェルラム伯爵叙爵)

以降の歴代男爵はヴェルラム伯爵を参照。

### 註釈
1. ↑  英語版においては男爵位に対してさらにヴェルラムの領地指定があるが、出典にはいずれもその記載がないため、本記事では単に「ヴェルラム男爵」とする。